# Điều cuối cùng ... Đợi chờ
Điều cuối cùng... đợi chờ là album phòng thu thứ năm và cũng là album phòng thu thứ hai của ca sĩ Thu Phương tại Mỹ. Đây là sản phẩm tiếp tục đánh dấu sự kết hợp của Phương với bộ đôi nhạc sĩ - nhà sản xuất Nhật Trung & Việt Anh, được phát hành bởi công ty quản lý của cô, D&D Entertainment vào ngày 5 tháng 1 năm 2007. Điều cuối cùng...đợi chờ là một album tuyển tập tác giả (hay còn gọi là greatest hits) gồm những sáng tác của nhạc sĩ Việt Anh được thể hiện bởi giọng ca gắn liền với tên tuổi của anh – Thu Phương. Điều cuối cùng... đợi chờ được đánh giá là một đĩa nhạc ″gợi lại nhiều kỷ niệm của một thời kỳ nhạc pop còn giản đơn và say đắm, mặc dù đĩa này không có mấy sự sáng tạo trong sản xuất/phối khí cũng như phong cách″. Với 11 tình khúc lãng mạn và đầy chiều sâu, Thu Phương đã mang đến cho người nghe một album nhiều cảm xúc. Đồng thời, album cũng cho ra đời đĩa đơn ″Chưa bao giờ″ gây được thành công lớn vào giai đoạn này, kéo dài bảng danh sách các bài hit của Phương và đưa cô đến gần hơn với lớp khán giả trẻ sau này.

## Hoàn cảnh ra đời
Trả lời trên tờ Vnexpress, Phương cho biết bất cứ album nào của cô cũng đánh dấu từng giai đoạn đời sống riêng. Nó như những chuyện cá nhân mà Thu Phương ghi lại, ít nhất là cho bản thân. Ví như đĩa Đêm nằm mơ phố là kể về nỗi nhớ, và với Điều cuối cùng... đợi chờ là một cảm nhận khác về cuộc sống, khi "không còn tin vào những nhiệm màu trong đời sống". Đĩa nhạc được ra đời khi nhạc sĩ Việt Anh từ New Zealand sang Mỹ gặp Thu Phương, trong cuộc gặp gỡ đó, cô muốn ghi lại những khoảnh khắc và những cảm xúc với người bạn tri kỷ trong âm nhạc sau nhiều năm xa cách.
Giữa tháng 7 năm 2006, báo Viet Weekly cho đăng hai bản tạp ghi của Thu Phương viết riêng cho khán giả yêu mến giọng hát của cô trong dịp ra mắt album mới nhất, hát nhạc của Việt Anh về hai bài hát “Điều cuối cùng đợi chờ” và “Chưa bao giờ”.
| “            | Về “Điều cuối cùng đợi chờ” ngày 5 tháng 7 năm 2006 Đã từ lâu em không còn tin vào những nhiệm mầu Đã qua đi một thời vụng dại Tình yêu kia quá nhỏ nhoi Không chờ mong nữa đâu, không chờ ai nữa đâu… mỗi ngày mỗi nhạt nhòa... ... Mùa xuân ở trong ánh mắt Muốn trả lại ai đó niềm kiêu hãnh của những ngày xưa Đang chết đi giữa cây mùa trút lá bên sông Điều cuối cùng đợi chờ … ... Để chuẩn bị cho một ngày đặc biệt trong đời sống và trong chính những bề bộn của cuộc sống này, tôi vẫn thường như thế... Cũng giống như trước những ngày chuẩn bị cho “Như một lời chia tay” hay “Em ra đi mùa Thu”... Đêm nay trong giấc ngủ chập chờn, với biết bao nhiêu suy tư và biết bao nhiêu những cảm xúc rối bời... Tôi cố nhắm mắt nhưng hình như không sao có thể tự ru lòng mình được. Đâu đó từ trong tiềm thức những tâm sự chia sẻ của Việt Anh bỗng nhiên như hát lên từ trong lòng mình và bỗng nhiên tôi cũng thấy mình như được bình yên hơn... ... Nhìn em trong không gian rợp nắng đầu mùa Mới hay cuộc đời thật lạ... Một bàn tay nhỏ bé, đong đầy tôi ước mơ Như dòng suối sớm mai Yêu và rất dịu dàng Về đâu nơi cát trắng Ngày anh đi mang theo hình bóng mùa xuân, Bóng dáng em, bóng dáng nụ cười em Như giọt nắng chiều rơi Anh về trời xanh biển rộng... Gặp lại Việt Anh, ngồi gần bên nhau, nhưng hình như hai chúng tôi chẳng nói gì nhiều, qua ánh mắt bỗng nhiên kỷ niệm như chợt ùa về. Tôi nhắc về những bài hát cũ của Việt Anh và những yêu thương của khán giả đã dành cho chúng tôi khi cả hai còn ở Việt Nam. Việt Anh vẫn như vậy, lãng mạn, nhẹ nhàng và tràn đầy cảm xúc. Tôi biết vì sao tôi thích những bài hát của Việt Anh. Tôi biết vì sao tôi thấy mình trong tất cả những bài hát của Việt Anh. Tôi cũng thấy hy vọng và yêu thương hơn qua những bài hát của Việt Anh. Và giờ đây tôi cũng đã biết được rằng tôi đang có một “Điều cuối cùng để đợi chờ”. Cho nên, tôi muốn hát lên, hát cho chính niềm hạnh phúc vừa tới, hát cho “Điều cuối cùng... đợi chờ”. | ” |
| — Thu Phương | |   |

## Danh sách ca khúc
| STT | Nhan đề                                                | Sáng tác | Sản xuất              | Thời lượng |
| --- | ------------------------------------------------------ | -------- | --------------------- | ---------- |
| 1.  | "Điều cuối cùng đợi chờ"                               | Việt Anh | Nhật Trung & Việt Anh | 6:02       |
| 2.  | "Dòng sông lơ đãng" (extended mix version)             | Anh      | Trung & Anh           | 6:32       |
| 3.  | "Đêm nằm mơ phố" (extended mix version)                | Anh      | Trung & Anh           | 6:20       |
| 4.  | "Hoa có vàng nơi ấy" (latin version)                   | Anh      | Trung & Anh           | 6:21       |
| 5.  | "Đánh rơi bên hồ" (new version)                        | Anh      | Trung & Anh           | 5:00       |
| 6.  | "Những mùa hoa bỏ lại" (bosa nova version)             | Anh      | Trung & Anh           | 5:33       |
| 7.  | "Ngày không tên"                                       | Anh      | Trung & Anh           | 4:38       |
| 8.  | "Chiều biển vắng thênh thang"                          | Anh      | Trung & Anh           | 5:38       |
| 9.  | "Thành phố sương"                                      | Anh      | Trung & Anh           | 4:10       |
| 10. | "Chờ em anh nhé"                                       | Anh      | Trung & Anh           | 4:54       |
| 11. | "Chưa bao giờ" (acoustic hợp tác với Việt Anh)         | Anh      | Trung & Anh           | 5:17       |
| 12. | "LK: Không còn mùa thu & Mưa phi trường" (bonus track) | Anh      | Trung & Anh           | 5:09       |

## Về″Chưa bao giờ″
- Trục trặc khi nghe? Xem hướng dẫn.

| “            | Tôi đã có những giây phút thực sự bình yên, có thêm những hy vọng dù là nhỏ nhoi, có cả những khát khao ước mơ và đã biết đợi chờ. Tôi và Việt Anh cứ nợ nhau như thế, nợ cả những cảm xúc, nợ những buồn vui, nợ nhau tâm hồn và nợ cả những điều chúng tôi “Chưa bao giờ” biết...! | ” |
| — Thu Phương | |   |

“Chưa Bao Giờ” không hẳn là một ca khúc lạ. Nó nghe đơn giản và thân quen ngay từ khi mới ban đầu, và nối tiếp mạch những ca khúc pop Việt tương tự như “Anh Yêu Em” (Vũ Quang Trung), “Yêu Em” (Trung Kiên) hay “Cánh Buồm Đỏ Thắm” (Đỗ Bảo). Viết với cấu trúc quen thuộc và sử dụng phần hòa âm giản dị với guitar và sax (cliché), không có quá nhiều điểm đáng nói về production. Tuy nhiên, sức nặng của ca khúc lại nằm ở phần sáng tác đã được rèn giũa của Việt Anh, và quan trọng hơn, cái không gian (chemistry) tuyệt vời mà giọng hát của Thu Phương tạo ra. Chất giọng u buồn, uẩn ức, lãng đãng của cô dường như là thứ không thể thiếu cho những sáng tác của Việt Anh; giống như một lớp màu nước được phủ lên những nét vẽ phác thảo giản dị trong một bức tranh đầy hoài niệm về ký ức. Và cái khoảnh khắc mà Thu Phương hát “Bây giờ em biết vì sao gặp nhau biển xô sóng trào/Ngồi nghe chiều yên gió lộng, giữa muôn vàn hoa”, chúng ta hiểu được rằng, không cần đến bất cứ sự đổi mới hay phá cách nào, nhiều khi một ca khúc hay chỉ đơn giản là một ca khúc có một giai điệu và ca từ đẹp, và được thể hiện với một giọng hát tuyệt vời mà đã đem hết cả trái tim vào đó.
Ca khúc được thu âm với phần hát demo của nhạc sĩ Việt Anh.

## Đánh giá chuyên môn
Mặc dù có được thành công nhờ bài "Chưa bao giờ", tuy nhiên "Điều cuối cùng... đợi chờ" không nhận được những đánh giá tích cực từ giới chuyên môn. Trong loạt bài Vàng mười nhạc Việt, dù được nhắc đến là một trong năm nữ ca sĩ có đóng góp cho nền âm nhạc Việt Nam sau thập niên 90, nhưng ″Điều cuối cùng... đợi chờ″ được cho là album được các fan chờ đợi nhất, nhưng lại là album không nhận được những phản hồi tích cực nhất" đồng thời chính Việt Anh cũng cho rằng, anh chưa thực sự ưng ý về mặt sản xuất của đĩa này.
Trong khi đó Visualgui Music Review thì cho rằng, thể loại nhạc "êm dịu" không thực sự hợp với Phương lắm. Tờ này viết "điều thiếu ở đĩa này là sự dữ dội vốn có của một nữ hoàng nhạc pop". Nỗi đau và sự giằng xé mà Phương đã cống hiến trong các đĩa trước dường như biến mất ở đĩa này. Cô đã làm chủ âm nhạc của mình rất tốt, nhưng ở đĩa nhạc này, có cảm giác như Phương vứt bỏ hết mọi thứ và cô buông tất cả, thậm chí không màng đến "cảm xúc" - thế mạnh của mình. Ở bản phối "Hoa có vàng nơi ấy" phả màu Latinh, cô thậm chí không màng đến cả phần hòa âm mà đơn giản chỉ bỏ một giọng hát thô ráp vào cả bài. Giọng Phương trong đĩa nhạc trở nên mệt mỏi và nặng nề hơn rất nhiều. Nếu như cô đặt nhiều cảm xúc và sự da diết vào đó thì đĩa nhạc sẽ hoàn toàn vượt trội."

## Bình về "Chưa bao giờ"
| “               | "Giọng ca Thu Phương đầy ẩn ức cất lên gợi cả một trời ký ức, kỷ niệm lần lượt nối gót quay về. Không gian đêm tĩnh mịch, thoảng hơi mưa gợi nỗi buồn. Lời chia tay chưa kịp nói mà người đã vội vã rời xa. Ký ức buồn như còn hiển hiện: cây vừa trút lá, ô cửa vẫn sáng đèn khiến nỗi đau sống lại chân thật. Đêm yên ắng đến đáng sợ, đẩy con người vào tận cùng đơn côi.." | ” |
| — Báo Vnexpress | |   |

## Hình ảnh quảng bá

Hình ảnh quảng bá 1Hình ảnh quảng bá 1
Hình ảnh quảng bá 2Hình ảnh quảng bá 2
Hình ảnh quảng bá 3Hình ảnh quảng bá 3

## Tham gia sản xuất
- biên tập: Thu Phương & Việt Anh
- phòng thu & mix: Nhật Trung
- guitar: Ngọc Trác
- saxophone & flute: Hoài Phương
- bass: Việt Thành
- make-up & hair: Huyên Nguyễn
- photography: Huy Khiêm
- graphics: Thanh Nguyễn
- website: www.casythuphuong.com
- sản xuất & phát hành: D&D Entertainment